# Meunasah Aron (Darul Ihsan)
Meunasah Aron is een bestuurslaag in het regentschap Aceh Timur van de provincie Atjeh, Indonesië. Meunasah Aron telt 121 inwoners (volkstelling 2010).